# Каштановский сельский совет
Каштановский сельский совет (укр. Каштанівська сільська рада, крымскотат. Yañı Bürlük köy şurası, Янъы Бурьлюк кой шурасы) — административно-территориальная единица в Бахчисарайском районе в составе АР Крым Украины (фактически до 2014 года; ранее до 1991 года — в составе Крымской области УССР в СССР).
Каштановский сельский совет был выделен из Плодовского в период с 1968 года, когда его сёла ещё числились в составе предшествующего совета и по 1977 годом, когда Каштановский, в нынешнем составе, уже записан в справочнике «Крымская область. Административно-территориальное деление на 1 января 1977 года».
К 2014 году сельсовет включал 4 села:
- Каштаны
- Кочергино
- Отрадное
- Шевченково.

С 2014 года на месте сельсовета находится Каштановское сельское поселение.